# Parakysis notialis
Parakysis notialis es una especie de pez de la familia Akysidae en el orden de los Siluriformes.

## Morfología
• Los machos pueden llegar alcanzar los 2 cm de longitud total.
- Número de  vértebras: 30-31.[1]

## Hábitat
Es un pez de agua dulce y de clima tropical.

## Distribución geográfica
Se encuentran en Asia:  cuenca del río Barita (sur de Borneo ).